# Galena
Galena – minerał z gromady siarczków. Jest minerałem pospolitym i szeroko rozpowszechnionym, pod względem chemicznym jest to siarczek ołowiu(II). Nazwa pochodzi od łac. galena = ruda ołowiu.

## Właściwości
Składa się w 86,6% z ołowiu i w 13,4% z siarki. Tworzy najczęściej kryształy sześcio- i ośmiościenne. Spotykana jest też w skupieniach zbitych, ziarnistych, groniastych, kulistych, dendrytowych, naciekowych, szkieletowych, rzadziej włóknistych; wpryśnięcia, impregnacje, pospolite zbliźniaczenia. Jest izostrukturalna z halitem. Często występuje w postaci szczotek krystalicznych, złożonych z dobrze wykształconych, narosłych kryształów. Jest krucha a nawet miękka, nieprzezroczysta. Często zawiera również znaczne ilości cynku, żelaza, miedzi, antymonu, bizmutu, selenu, kadmu, arsenu i złota. W reakcji z kwasem solnym uwalnia siarkowodór o nieprzyjemnym zapachu. Rozpuszczalna w kwasie azotowym. Łatwo topliwa. 

## Występowanie
Powstaje w pegmatytowym, a częściej hydrotermalnym stadium krystalizacji magmy (skały magmowe) lub w wyniku oddziaływania roztworów hydrotermalnych na otoczenie (skały osadowe). Towarzyszy jej wiele różnych minerałów, w tym sfaleryt, wurcyt, piryt, chalkopiryt, arsenopiryt, cerusyt, baryt, smithsonit, anglezyt, tetraedryt, burnonit, markasyt, syderyt, piromorfit, dolomit, ankeryt, akantyt, kalcyt, pirargyryt, proustyt, stephanit, pirotyn, rodochrozyt, kwarc i fluoryt. 
Miejsca występowania:
- Niemcy – Rudawy, Zagłębie Ruhry, Akwizgran,
- Czechy – Pribramie,
- Grecja – Laurion,
- Hiszpania, Wielka Brytania, Zambia, Rumunia, Francja
- Serbia – Trepnica,
- Polska – na południu kraju,
- Rosja – Kaukaz,
- Australia – Broken Hill, Tasmania;
- USA – basen Missisipi. Idaho, Illinois, Oklahoma, Kansas, Missouri.

Polska – główny składnik złóż ołowiu rejonu śląsko-krakowskiego: Jaworzno, Trzebinia, Chrzanów, Olkusz, Bytom, Tarnowskie Góry. Spotykany także w Górach Świętokrzyskich: Miedzianka, Miedziana Góra, Chęciny, Łagów. W Tatrach, w tatrzańskich żyłach hydrotermalnych np. na Ornaku. Na Dolnym Śląsku m.in. w okolicach Ogorzelca, Świdnicy – Bystrzyca Górna oraz Srebrnej Góry. Występuje również  w szczelinach pokładów węgla kamiennego Górnego Śląska.

## Zastosowanie
- Ma duże znaczenie kolekcjonerskie
- Najczęściej występujący kruszec ołowiu[1] (86,6% Pb) oraz srebra (do 0,3% srebra, czasami przekracza 1% – galena srebronośna).
- W pierwszej połowie XX w. galena była stosowana jako wczesny materiał półprzewodnikowy (tzw. właściwości detekcyjne). W epoce radioelektroniki lampowej, a przy słabej elektryfikacji wielu krajów, galena dawała możliwość konstrukcji odbiorników radiowych niewymagających zasilania (detektor kryształkowy).